# Confederation of African Rugby Championship 2001
La Confederation of African Rugby Championship del 2001, en su momento el nombre oficial fue Africa Top Six fue la segunda edición de la copa organizada por la "Confédération Africaine de Rugby" hoy "Rugby Afrique".
Por primera vez contó con seis participantes y el campeón fue South Africa U23 por segundo año consecutivo.

## Modo de disputa
Los equipos se dividieron en dos zonas, Norte y Sur. El torneo se disputó con el sistema de todos contra todos a dos series, de ida y vuelta.
Los participantes se agrupan en una tabla general de cada zona, los ganadores disputan una final única. Sistema de puntuación, se reparten de la siguiente manera:
- 2 puntos por victoria.
- 1 puntos por empate.
- 0 puntos por derrota.

No se otorgaron puntos bonus ofensivo y defensivo.

## Zona Norte

### Posiciones
| Pos. | Equipo          | Encuentros | Encuentros | Encuentros | Encuentros | Tantos  | Tantos    | Tantos     | Puntos |
| Pos. | Equipo          | jugados    | ganados    | empatados  | perdidos   | a favor | en contra | diferencia | Puntos |
| ---- | --------------- | ---------- | ---------- | ---------- | ---------- | ------- | --------- | ---------- | ------ |
| 1    | Marruecos       | 4          | 4          | 0          | 0          | 85      | 46        | + 39       | 8      |
| 2    | Costa de Marfil | 4          | 1          | 1          | 2          | 87      | 49        | + 38       | 3      |
| 2    | Túnez           | 4          | 0          | 1          | 3          | 28      | 105       | - 77       | 1      |

|  | Clasificado a la final |

### Resultados
| 17 de marzo de 2001 | Túnez | 14 – 17 | Marruecos | Túnez, |  |

| 7 de abril de 2001 | Costa de Marfil | 11 – 18 | Marruecos | Abiyán, |  |

| 21 de abril de 2001 | Marruecos | 20 – 18 | Costa de Marfil | Estadio de Fez, Fez, |  |

| 28 de abril de 2001 | Túnez | 11 – 11 | Costa de Marfil | Durban, |  |

| 12 de mayo de 2001 | Costa de Marfil | 47 – 0 | Túnez | Abiyán, |  |

| 19 de mayo de 2001 | Marruecos | 30 – 3 | Túnez | Estadio de rugby Hage Geingob, Windhoek, |  |

## Zona Sur

### Posiciones
| Pos. | Equipo           | Encuentros | Encuentros | Encuentros | Encuentros | Tantos  | Tantos    | Tantos     | Puntos |
| Pos. | Equipo           | jugados    | ganados    | empatados  | perdidos   | a favor | en contra | diferencia | Puntos |
| ---- | ---------------- | ---------- | ---------- | ---------- | ---------- | ------- | --------- | ---------- | ------ |
| 1    | South Africa U23 | 4          | 4          | 0          | 0          | 250     | 77        | + 173      | 8      |
| 2    | Namibia          | 4          | 1          | 0          | 3          | 73      | 143       | - 70       | 2      |
| 3    | Zimbabue         | 4          | 1          | 0          | 3          | 91      | 194       | - 103      | 2      |

|  | Clasificado a la final |

### Resultados
| 26 de mayo de 2001 | Namibia | 15 – 60 | South Africa U23 | Estadio de rugby Hage Geingob, Windhoek, |  |

| 2 de junio de 2001 | Zimbabue | 20 – 71 | South Africa U23 | Bulawayo, |  |

| 16 de junio de 2001 | South Africa U23 | 41 – 13 | Namibia | Johannesburgo, |  |

| 23 de junio de 2001 | South Africa U23 | 78 – 29 | Zimbabue | Durban, |  |

| 7 de julio de 2001 | Zimbabue | 27 – 26 | Namibia | Estadio Nacional de Deportes, Harare, |  |

| 14 de julio de 2001 | Namibia | 19 – 15 | Zimbabue | Estadio de rugby Hage Geingob, Windhoek, |  |

## Final[2]
| 11 de noviembre de 2001 | Marruecos | 20 – 36 | South Africa U23 | Casablanca,                    |                                |
|                         |           | Reporte |                  | Asistencia: 6,000 espectadores | Asistencia: 6,000 espectadores |

| Bandera de Sudáfrica     |
| Campeón South Africa U23 |
| Segundo título           |